# Kopalnia Piasku Kotlarnia
Kopalnia Piasku Kotlarnia S.A. (KP Kotlarnia, identyfikator literowy KPKOT) – polskie przedsiębiorstwo górnicze i transportowe. Firma zajmuje się: produkcją kruszyw mineralnych, transportem kolejowym, gospodarczym wykorzystaniem odpadów pogórniczych i budowlanych oraz dzierżawą majątku trwałego.
KP Kotlarnia należy do dziesięciu największych towarowych przewoźników kolejowych w Polsce według masy towarów. Wchodzi w skład Konsorcjum Śląsk.

## Historia
Spółka KP Kotlarnia powstała w 1991 roku w związku z restrukturyzacją, a następnie likwidacją Przedsiębiorstwa Materiałów Podsadzkowych Przemysłu Węglowego. Została utworzona jako przedsiębiorstwo państwowe poprzez wydzielenie w oddzielny podmiot gospodarczy zakładu wydobywczego PMP–PW w Kotlarni. Od 1994 roku prowadzony był proces komercjalizacji, a następnie prywatyzacji przedsiębiorstwa. Początkowo spółka należała do XV NFI Hetman. W 2002 roku 33% akcji spółki nabyła Inwestycyjna Grupa Budowlano-Surowcowa.
W 2004 roku nastąpiło rozdzielenie funkcji przewoźnika kolejowego od zarządcy infrastruktury kolejowej. KP Kotlarnia zajęła się przewozami kolejowymi, a na operatora sieci kolejowej powołała spółkę zależną Kopalnia Piasku Kotlarnia – Linie Kolejowe. W 2007 roku firma uruchomiła nowy zakład przeróbczy w Siedliskach.
W 2013 roku ukończona została prywatyzacja spółki KP Kotlarnia. 25% akcji spółki należących do Skarbu Państwa nabyło Przedsiębiorstwo Robót Zmechanizowanych Budostal-8.

## Charakterystyka

### Górnictwo
Podstawową działalnością spółki KP Kotlarnia jest górnictwo. Firma posiada kopalnię odkrywkową piasku w Kotlarni, która została założona w 1966 roku.
Przedsiębiorstwo prowadzi prace górnicze na dwóch polach wydobywczych należących do złoża Kotlarnia Pole Północne (Korzonek, Ortowice). Złoże piasku podsadzkowego Kotlarnia Pole Północne (wraz z sąsiednim niezagospodarowanym jeszcze polem Kotlarnia Solarnia) eksploatowane przez spółkę należy do drugiego pod względem wielkości na terenie Polski. Działalność firmy obejmuje teren o powierzchni około 1000 hektarów. Do 2015 roku planowane jest jednak jego rozszerzenie do 1117 hektarów powierzchni. Eksploatacja prowadzona jest na podstawie koncesji Nr 159/94 z dnia 29 sierpnia 1994 roku.
Bezpośrednio ze złoża KP Kotlarnia pozyskuje piasek budowlany oraz pospółkę, które są produktem bazowym do produkcji żwirów i piasków płukanych wykorzystywanych w budownictwie, pracach inżynieryjnych oraz górnictwie węgla kamiennego (podsadzka). Przedsiębiorstwo zaopatruje w piasek rynki Małopolski i Śląska. Prowadzi sprzedaż masową swoich produktów przy kopalni w Kotlarni oraz w punktach w Zabrzu-Biskupicach, Pyskowicach i Siedliskach. Posiada ponadto zakłady przeróbcze w Kotlarni i Siedliskach. Przy eksploatacji złoża piasku KP Kotlarnia pozyskuje pośrednio również wodę kopalnianą, którą odpompowuje z wyrobisk i sprzedaje zakładom azotowym w Kędzierzynie-Koźlu.

### Rekultywacja
KP Kotlarnia zajmuje się rekultywacją terenów pogórniczych. Świadczy usługi w zakresie zwałowania: odpadów przemysłowych powstających w procesie wydobycia i wzbogacania węgla kamiennego, odpadów energetycznych, mas formierskich oraz odpadów materiałów budowlanych. Służą one do kształtowania nowych terenów leśnych w województwie śląskim. Zwałowisko KP Kotlarnia znajduje się na dawnym polu piaskowym Smolnica w gminie Sośnicowice.
W przyszłości planowane jest również zagospodarowanie wyeksploatowanych pól wydobywczych kopalni piasku w Kotlarni. 27 marca 2008 roku pomiędzy spółką KP Kotlarnia, Regionalnym Zarządem Gospodarki Wodnej w Gliwicach i Krajowym Zarządem Gospodarki Wodnej w Warszawie podpisane zostało porozumienie w sprawie projektu budowy zbiornika wodnego Kotlarnia. Sztuczne jezioro ma być zasilane wodami rzeki Bierawki, zajmować powierzchnię 950 hektarów i mieć pojemność całkowitą 40,58 miliona metrów sześciennych. Dzięki adaptacji wyrobiska na nowe cele ma ono się stać w przyszłości atrakcyjnym terenem pod względem przyrodniczym i rekreacyjno-wypoczynkowym.

### Transport
Przedsiębiorstwo KP Kotlarnia od chwili powstania zajmuje się transportem kolejowym towarów masowych na terenie GOP i ROW. Firma dysponuje własnym taborem kolejowym. Początkowo pojazdy trakcyjne spółki stanowiły lokomotywy spalinowe, lokomotywy elektryczne, a także parowozy. Obecnie tabor stanowi kilkanaście manewrowych lokomotyw spalinowych (SM42 i SM48). Oprócz tego firma posiada: wagony samowyładowcze do przewozu piasku i popiołu, wagony wywrotki do przewozu kruszyw budowlanych i kamienia, wagony szutrówki oraz wagony węglarki. Działalność gospodarczą w zakresie przewozów kolejowych KP Kotlarnia wykonuje na podstawie licencji Nr WPR/015/2003 z dnia 28 listopada 2003 roku.
W latach 1991–2004 spółka zajmowała się samodzielnie zarządem infrastruktury kilku linii kolei piaskowych na Górnym Śląsku. Po wprowadzeniu I pakietu kolejowego w Unii Europejskiej przedsiębiorstwo dostosowało się do jego wymagań. Obecnie w imieniu spółki KP Kotlarnia, na podstawie umowy dzierżawy, zarządcą jej sieci kolejowej jest spółka zależna KPK–LK. Linie kolejowe KP Kotlarnia mają długość 117 kilometrów. Obejmują swoim zasięgiem obszary województwa śląskiego i województwa opolskiego.

## Galeria

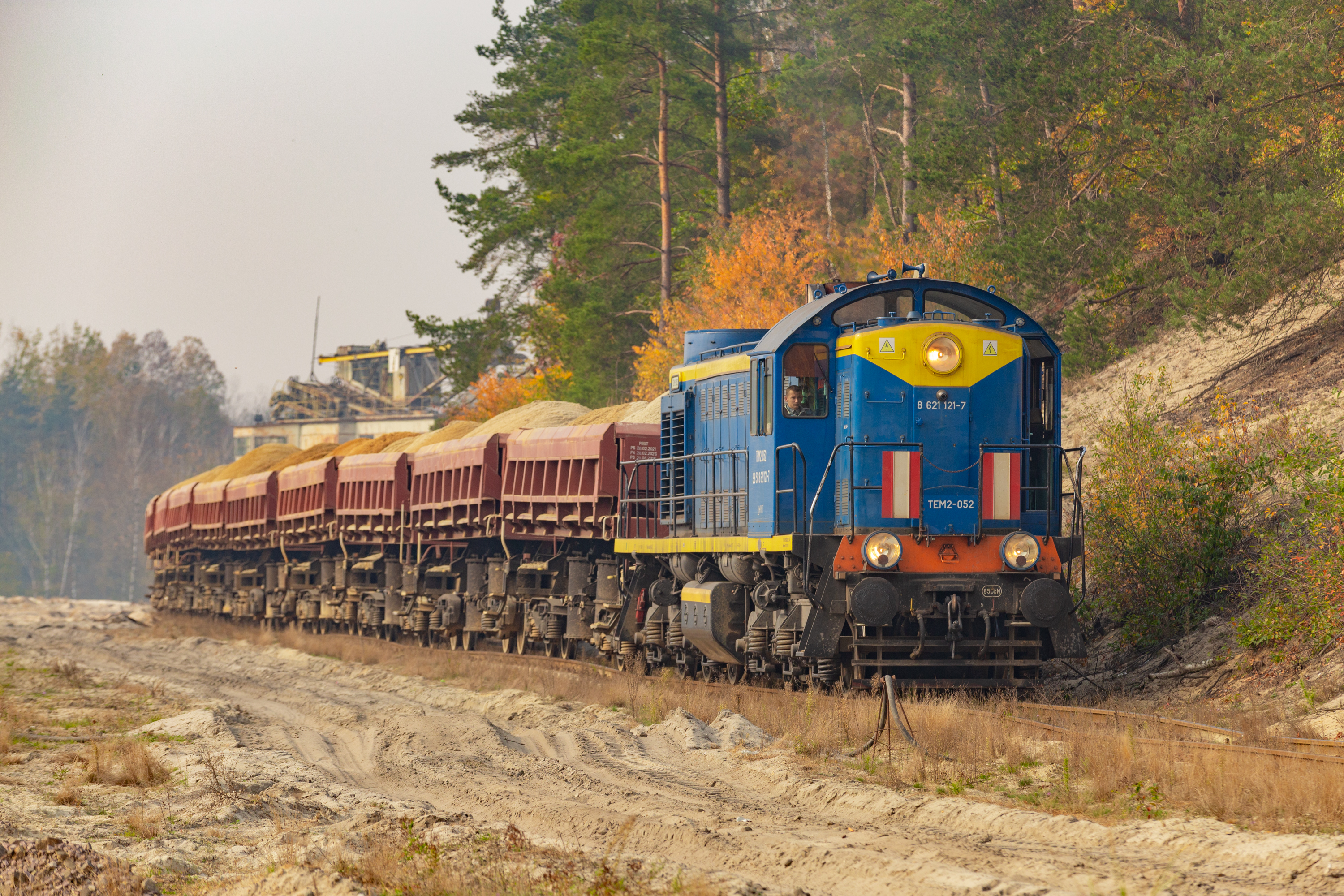
TEM2-052 w malowaniu KP Kotlarnia
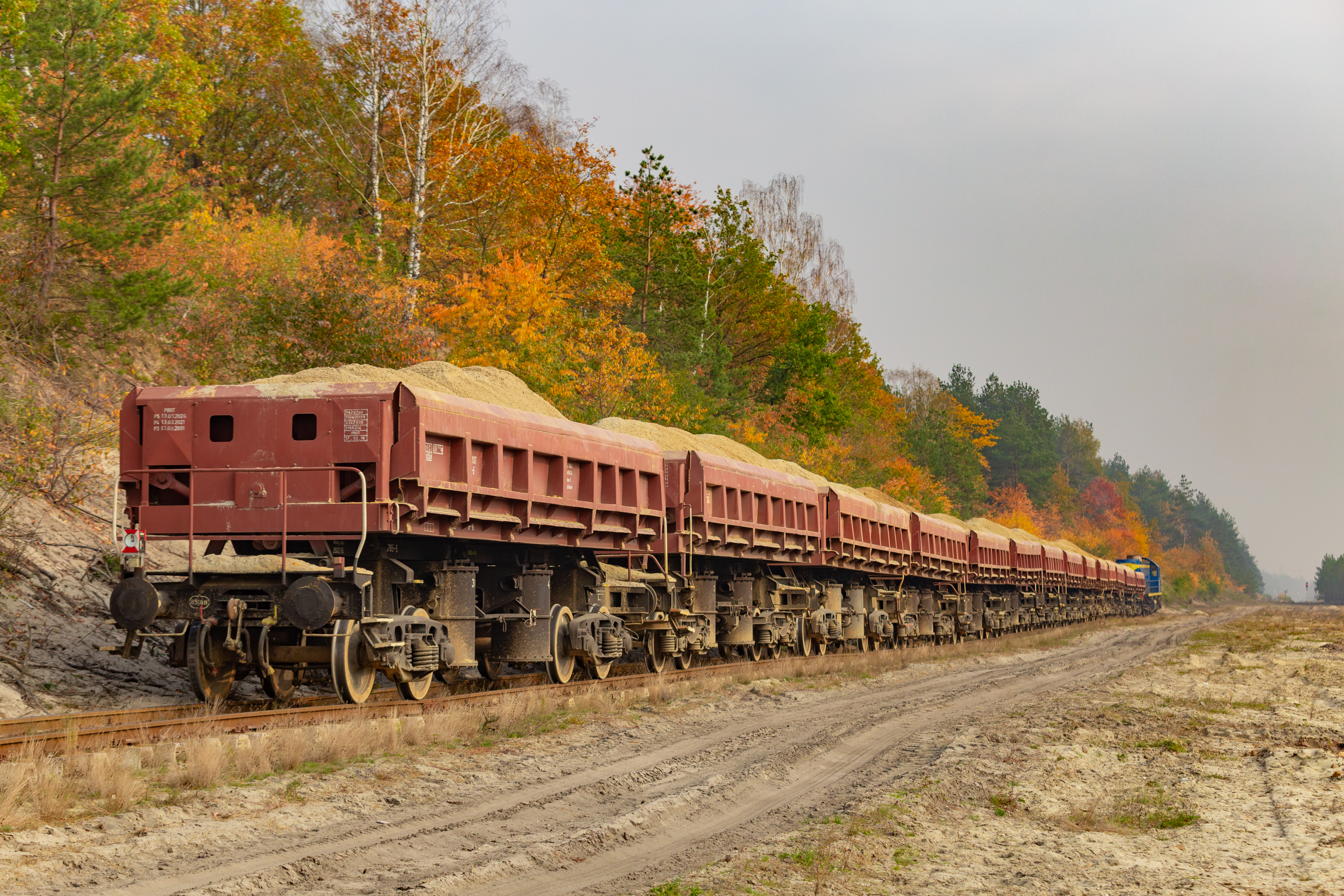
Wywóz piasku z pola wydobywczego Korzonek
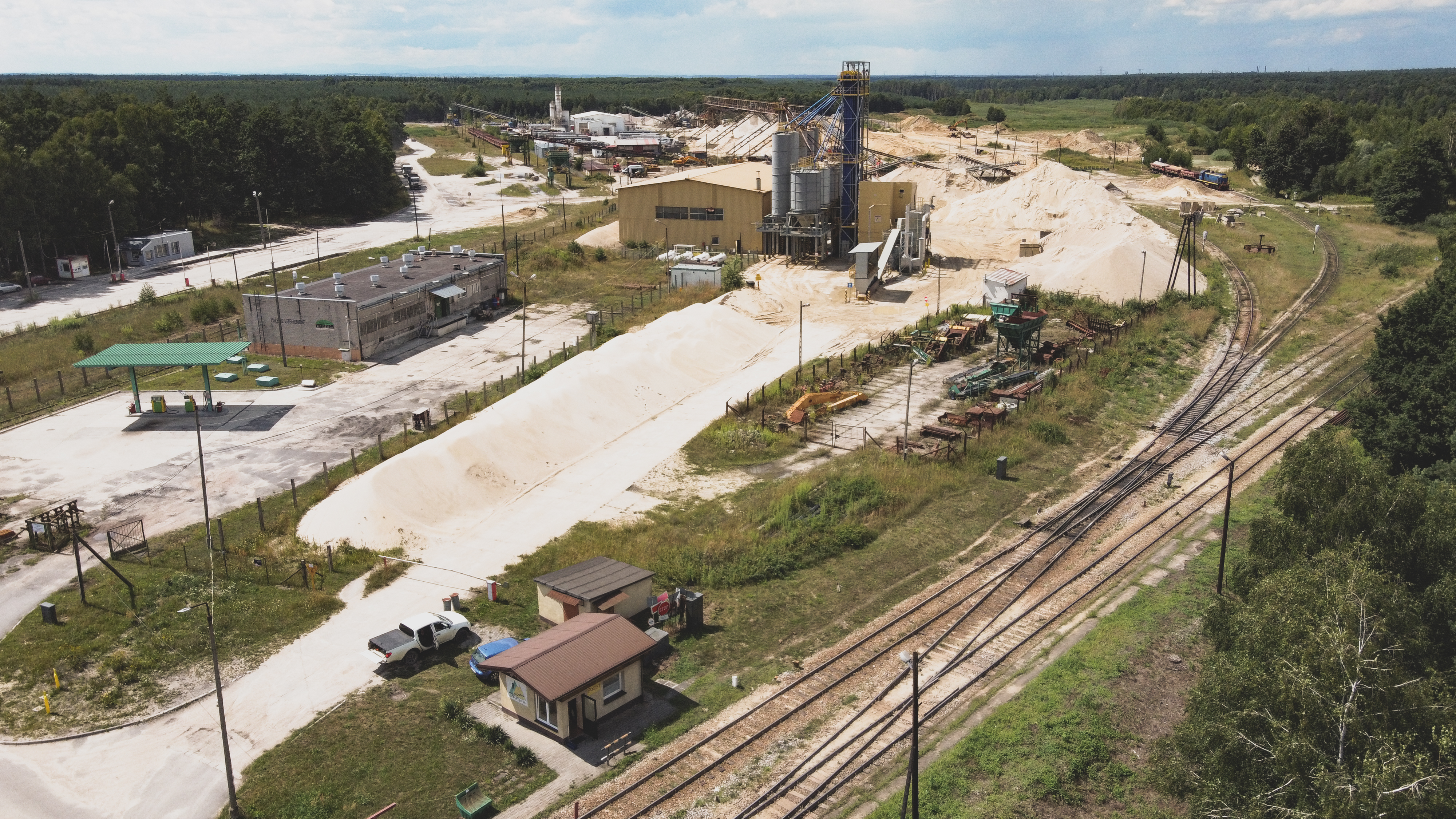
Wyjazd na pola piaskowe w Kotlarni – punkt zsypu
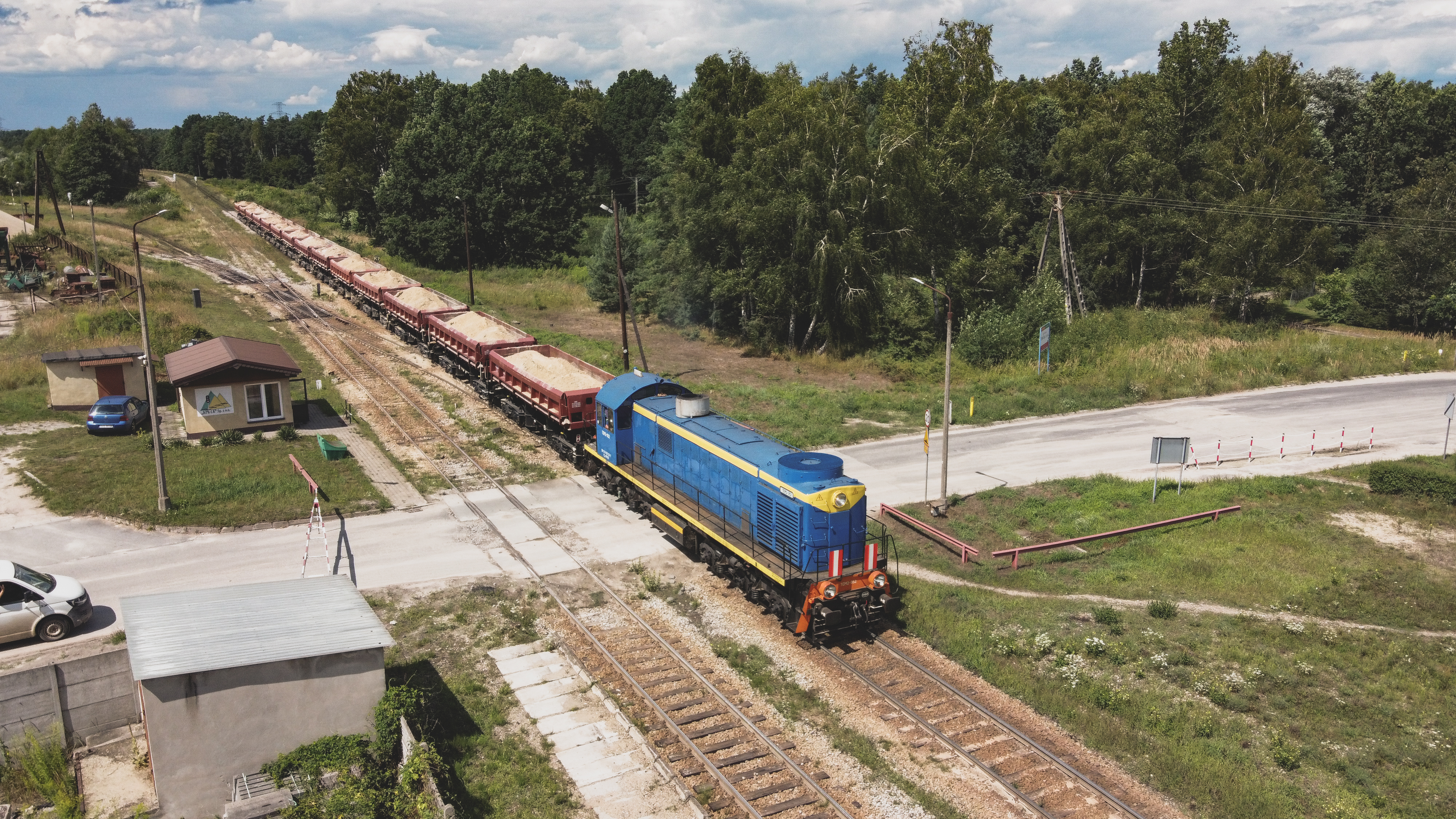
Transport piasku, przejazd kolejowy w Kotlarni
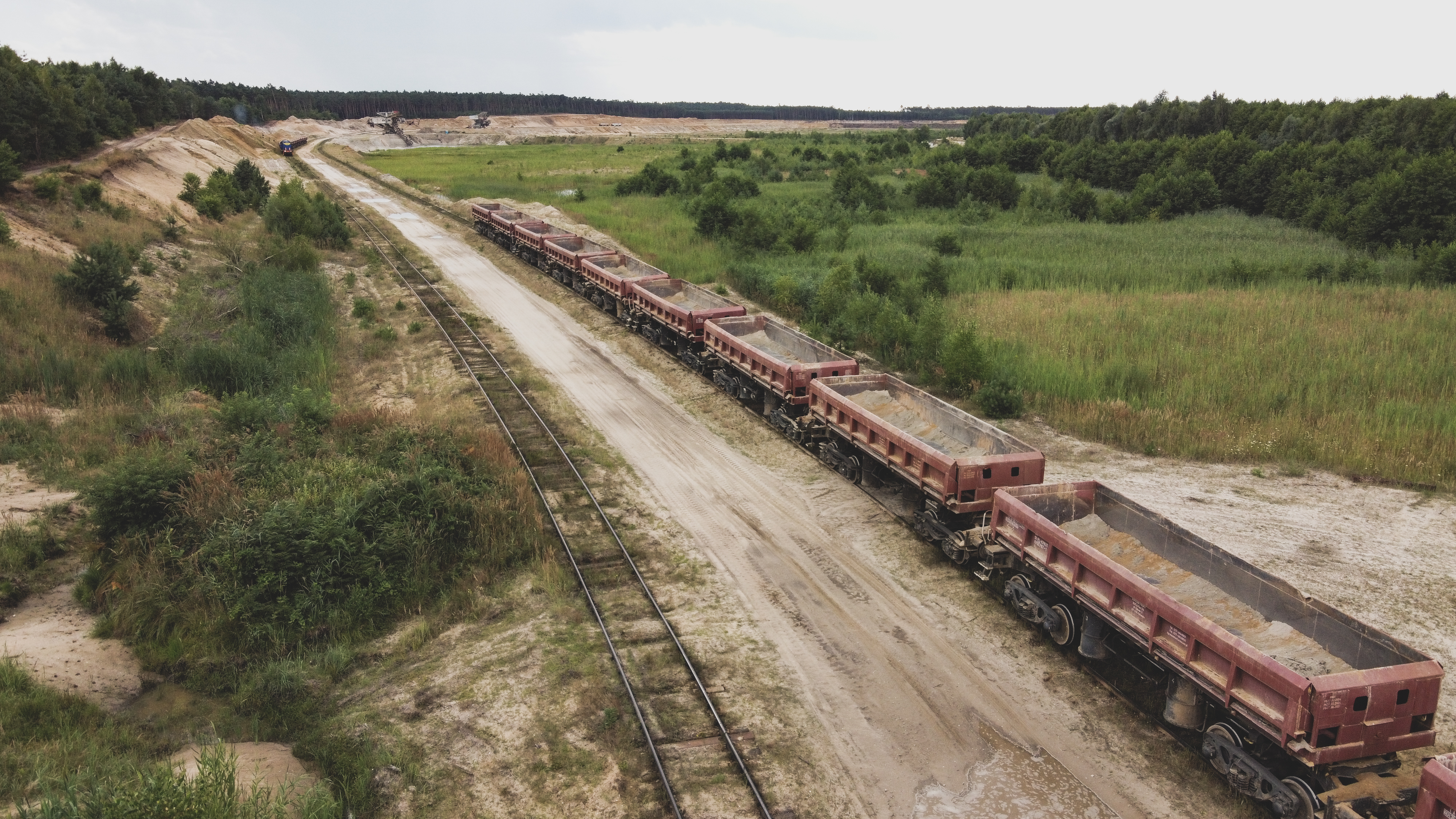
Podjazd pod załadunek na polu piaskowym Ortowice
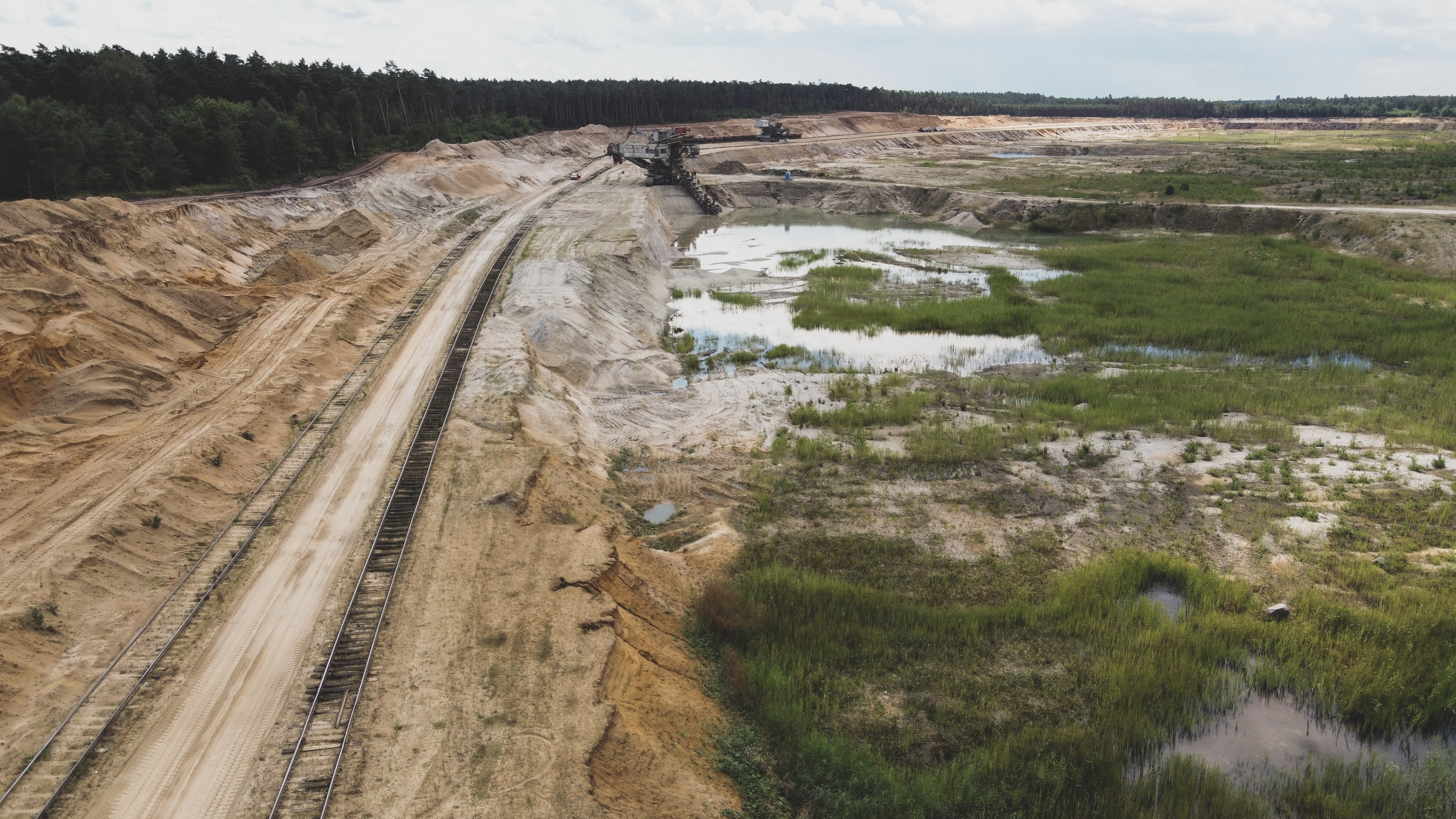
Pole piaskowe Ortowice (od str. Dziergowic)
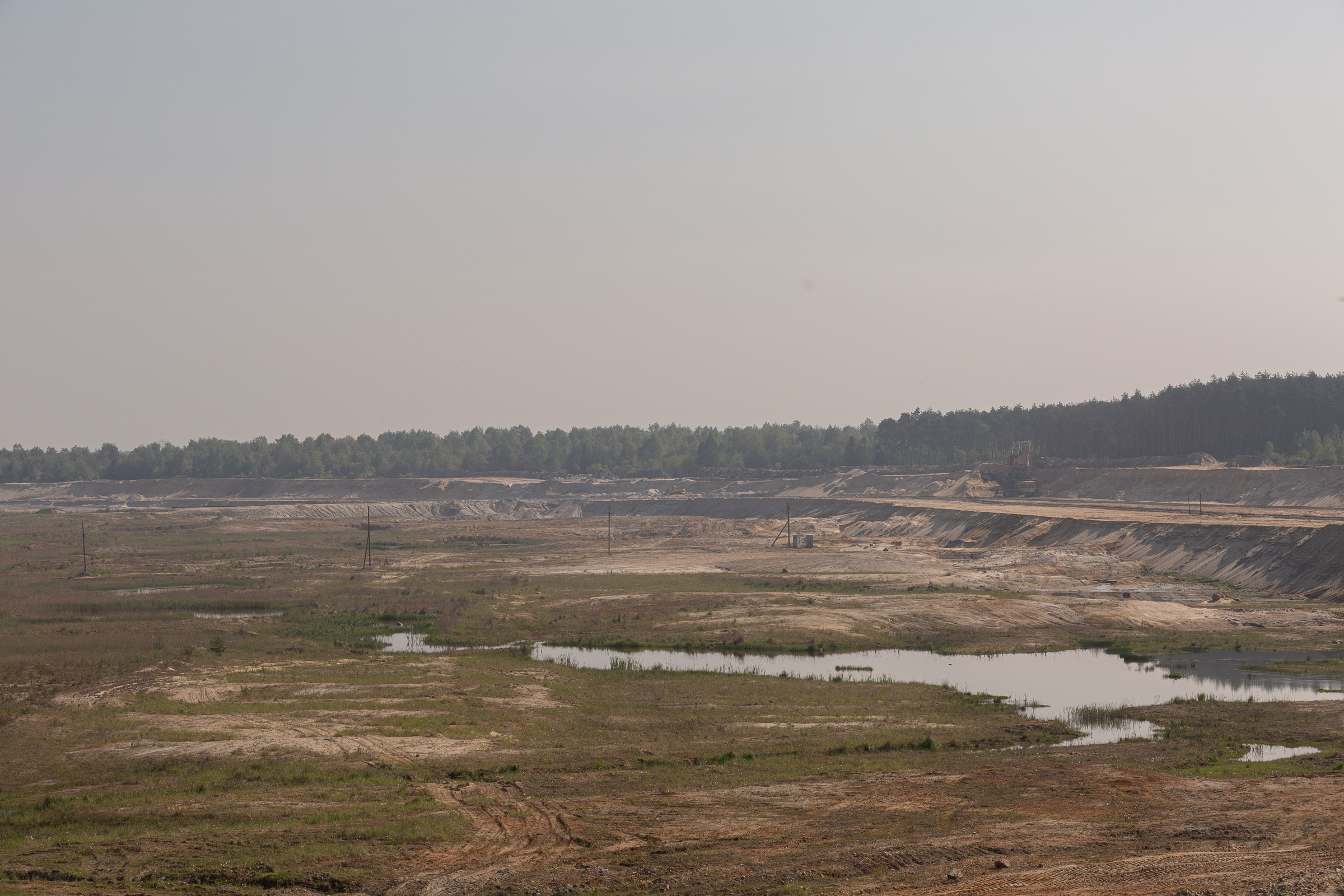
Pole piaskowe Ortowice (od str. Grabówki)
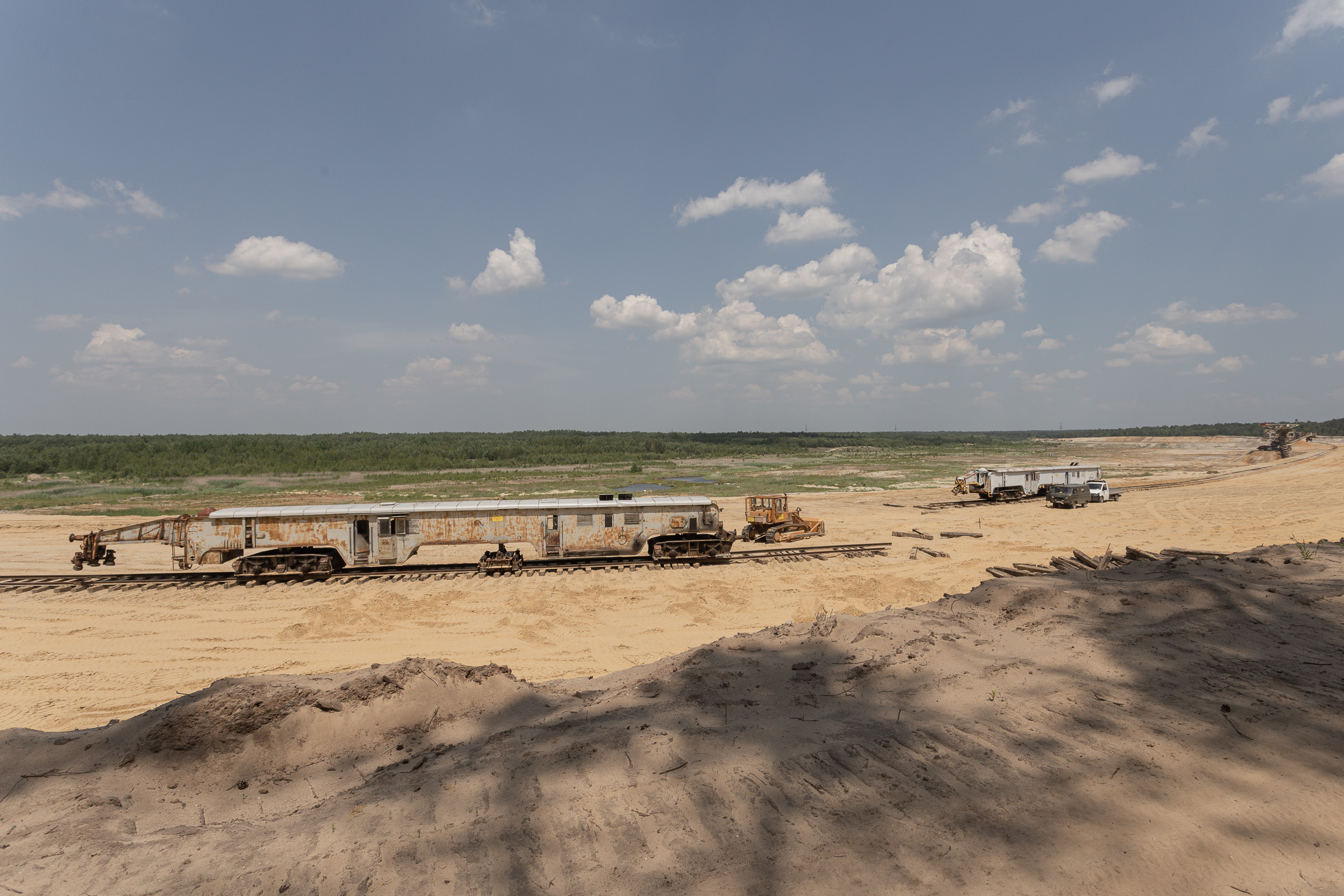
Przesuwarki torowe na polu piaskowym Ortowice (od str. Dziergowic)
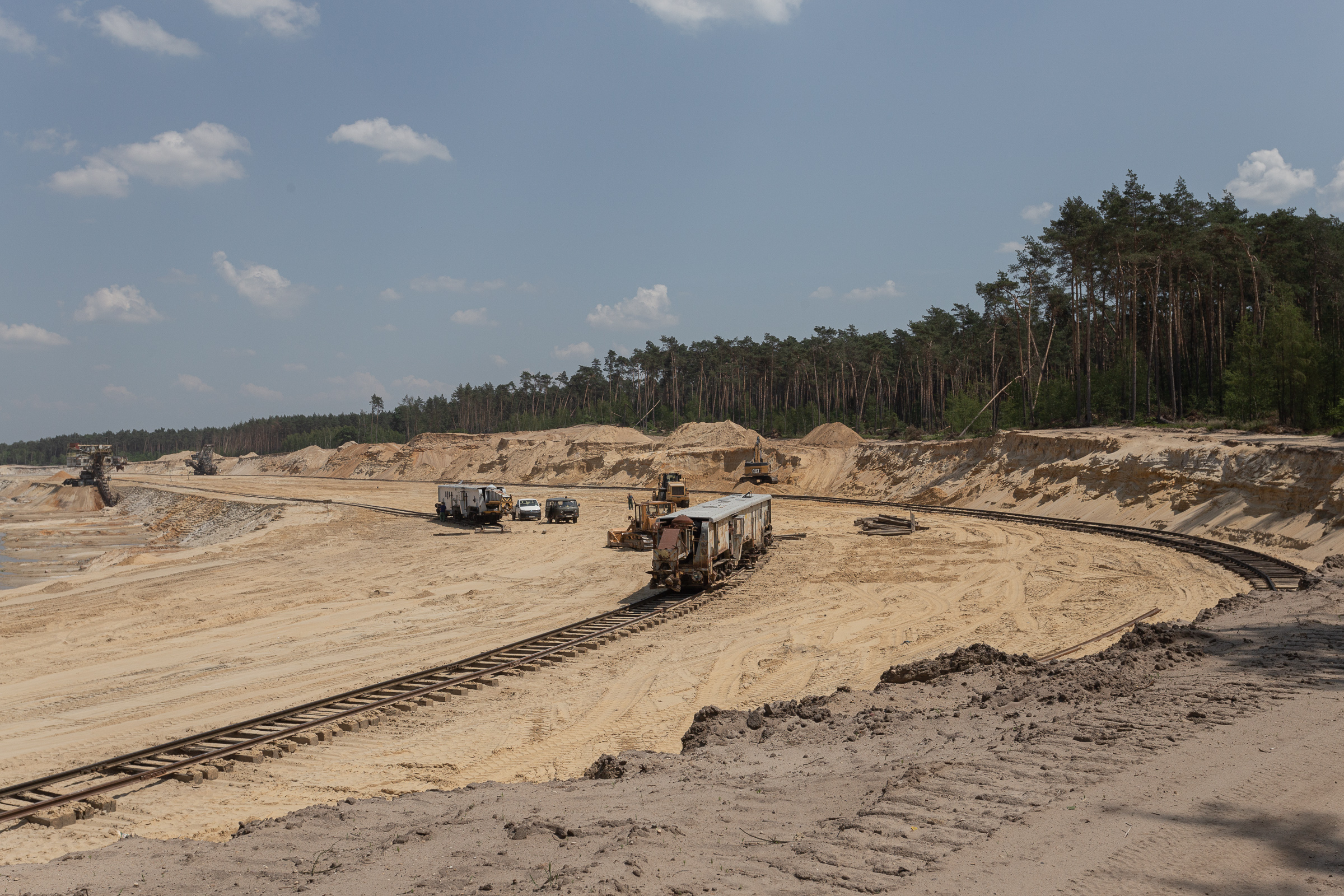
Pole piaskowe Ortowice (od str. Dziergowic)
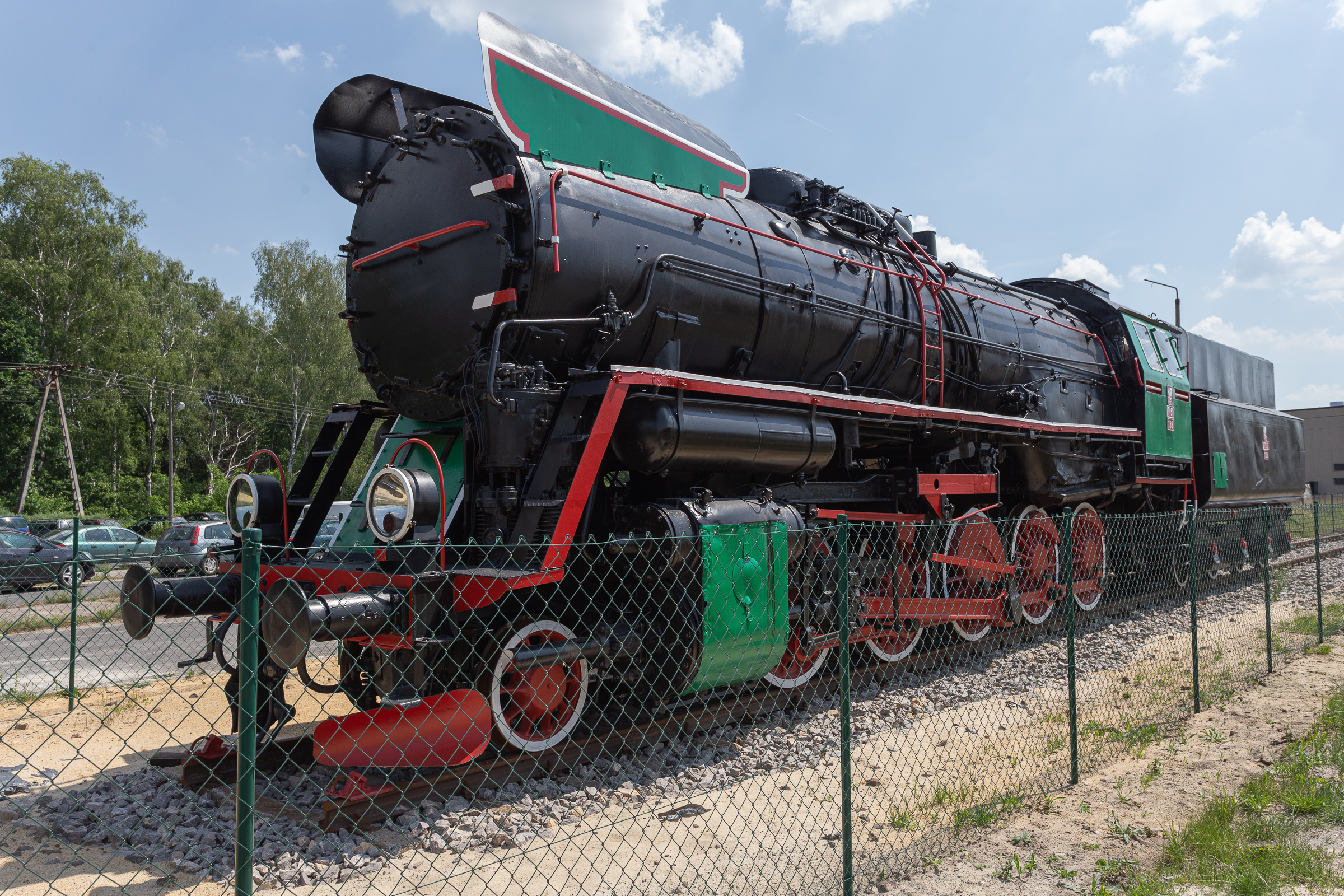
Odrestaurowany Ty51-138 przed siedzibą KP Kotlarnia.
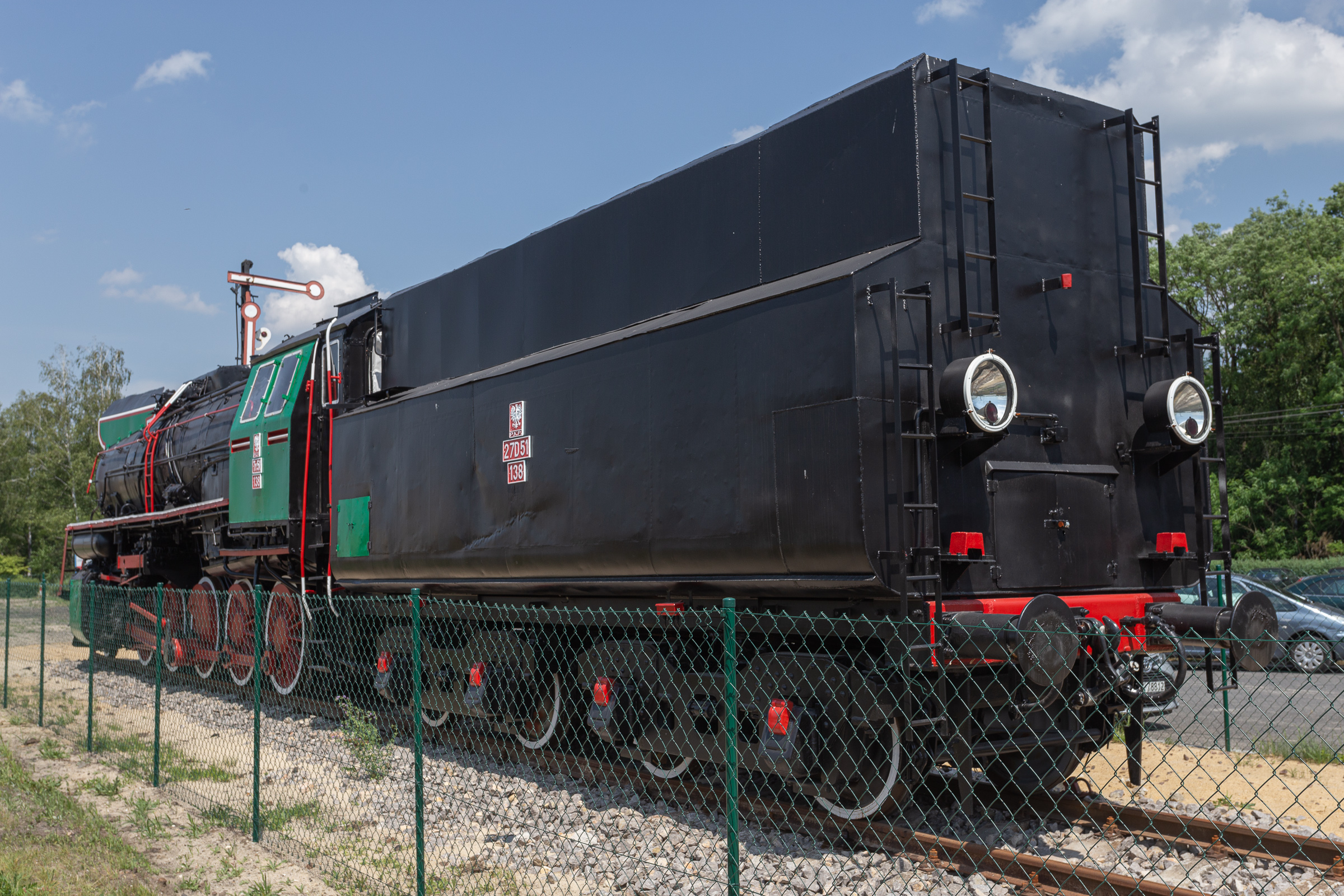
Odrestaurowany Ty51-138 przed siedzibą KP Kotlarnia.